# Reederij Stanfries

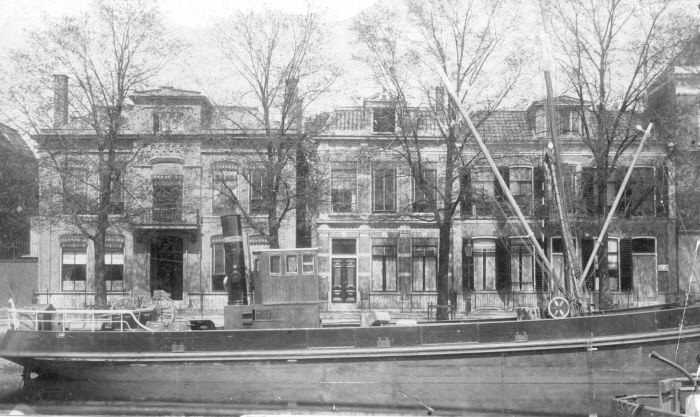
De Stanfries I of II aan de Willemskade in Leeuwarden, ca. 1900

Rederij Stanfries (ook wel gespeld als Stânfries) was een beurtvaartrederij die actief was in Noord- en West-Nederland. De onderneming had wortels in de negentiende eeuw, werd opgericht in 1912 en ging in 1948 op in de fusiemaatschappij Van der Schuyt, Van den Boom en Stanfries NV.

## Voorgeschiedenis

### Saint-Martin
Het Rotterdamse handelshuis Saint-Martin handelde onder meer in vlas en lijnzaad, afkomstig uit Friesland. Om praktische redenen schafte zij in 1855 twee stoomboten aan voor het vervoer van die goederen: de Leeuwarden I en de Leeuwarden II. Rond 1860 gingen zij ook goederen van derden meenemen op deze beurtvaart tussen Leeuwarden en Rotterdam. In 1868 kon de vergunning van een concurrerende vervoerder overgenomen worden. De route van de boten liep van Leeuwarden via Sneek, Lemmer of Stavoren naar Amsterdam en van daaruit naar Gouda en Rotterdam. De vloot werd uitgebreid met de Leeuwarden III, de Leeuwarden IV in 1888, gevolgd door de schepen Harlingen, Heerenveen, Franeker, Drachten en Bolsward. In 1902, kort voor het overlijden van eigenaar-directeur C. M. Saint-Martin, werd de firma omgezet in een naamloze vennootschap. 

### (Nieuwe) Leeuwarder
Voor de beurtvaart tussen Leeuwarden en Amsterdam werd in 1876 de Friesch-Noord-Hollandsche Stoombootmaatschappij opgericht. Met vier stoomboten, de Friesland I t/m IV, werd deze dienst onderhouden. Dit betekende forse concurrentie voor de acht zeilende beurtschippers op dat traject, maar die konden nog lang volhouden, met name omdat ze op open water (Zuiderzee) nog goed uit de voeten konden en de vraag naar vervoer in deze tijd enorm toenam. Toch richtten zij in 1898 de Leeuwarder Stoomboot Maatschappij op, gevestigd aan de Willemskade in Leeuwarden. De Leeuwarder liet de stalen vrachtstoomboten Stanfries I en Stanfries II bouwen, beide met een capaciteit van zo'n 120 ton. Zij konden enkele passagiers vervoeren, maar waren voornamelijk bestemd voor vracht en vee. Na dertien jaar van felle concurrentie tussen beide bedrijven fuseerden zij in 1911 tot de Nieuwe Leeuwarder Stoomboot Maatschappij. De Friesch-Noord-Hollandsche bracht de schepen Friesland I, II, III en IV in, waarvan er minstens eentje werd omgedoopt: de Stanfries VII was voordien de Friesland IV. Daarnaast werden nieuwe schepen in de vaart genomen, waaronder de speciaal voor het vervoer van kaas gebouwde Stanfries IX. In 1911 of 1912 kon de Franeker Stoomboot Maatschappij worden overgenomen.

## Holland-Friesland, Stanfries
De Nieuwe Leeuwarder en Saint-Martin fuseerden in 1912. De naam van de fusiemaatschappij werd Scheepvaartmaatschappij Holland-Friesland. De directie werd gevormd door J.M. van Beynen, procuratiehouder van Saint-Martin, en M.D. Reijnders, directeur van de Nieuwe Leeuwarder. Voor deze rederij voeren in totaal 25 schepen. Daarvan werden er ook enkele nieuw gebouwd, zoals de Stânfries X in 1912. In 1924 kwam het bedrijf onder de algemene leiding te staan van rederij Verschure & Co., die aanzienlijke belangen in de Holland-Friesland had opgebouwd. Onder meer vanwege verwarring met de concurrerende Holland-Friesland-Groningen Lijn en de Holland-Friesland lijn (de tramboot) van Verschure zelf, werd het bedrijf in 1933 hernoemd tot N.V. Reederij Stanfries. Voor deze maatschappij voeren 19 stoomboten, 7 motorboten, en 7 lichters. Ook werd in 1935 gestart met vervoer over de weg.
De grootste beurtvaartrederij van Nederland, J. & A. van der Schuyt, bouwde gaandeweg grote belangen op in Verschure & Co. en daarmee in (onder meer) rederij Stanfries. Een gevolg daarvan was dat Van der Schuyt in 1937 grotendeels eigenaar werd van Stanfries. Er volgde een reorganisatie, waarbij Verschure uit de directie vertrok en E. Saint-Martin namens Van der Schuyt tot directeur werd benoemd.

### Crisis en oorlog
De Grote Depressie van de jaren 30 was voor de binnenvaart zeer pijnlijk geweest, omdat toenemende concurrentie van de trein en vooral de vrachtwagen in die tijd extra gevoeld werd. Ook Stanfries had daaronder te lijden, maar kon zich toch redelijk handhaven.
Van Van der Schuyt en Saint-Martin gingen de hoofdkantoren en een deel van het materieel verloren bij het bombardement op Rotterdam. Desondanks waren de eerste jaren van de Tweede Wereldoorlog en de bezetting niet ongunstig voor de binnenvaart, maar gaandeweg sloeg dat om in desastreus. Schepen werden gevorderd of gingen verloren bij gevechtshandelingen. Hetzelfde gold voor de vrachtwagens. Er ontstond een tekort aan brandstoffen en de vraag naar vervoer nam sterk af. In de loop van 1944 kwam de binnenvaart goeddeels stil te liggen. Een uitzondering daarop vormde het vervoer van levensmiddelen van het oosten en noorden van Nederland naar het westen en daarin speelde Stanfries een aanzienlijke rol. Stanfries moest 11 schepen missen, waarvan er 6 niet meer in Nederland waren.

### Fusie
In 1946 kon eigenaar Van der Schuyt fuseren met de Rotterdamse rederij Gebrs. Van den Boom. De fusie kreeg zijn beslag in 1948 en daarbij werd ook Stanfries betrokken. De naam van de nieuwe onderneming werd Van der Schuyt, Van den Boom en Stanfries NV.